# Bergsbyn
Bergsbyn ist ein Ortsteil von Skellefteå in der schwedischen Provinz Västerbottens län, in der historischen Provinz (landskap) Västerbotten.

## Lage
Bergsbyn gehört zur Gemeinde Skellefteå und innerhalb dieser seit 1. Januar 2016 zum Distrikt Skellefteå Sankt Olov, benannt nach der Sankt-Olav-Kirche, der Hauptkirche der Stadt Skellefteå. Es liegt etwa 7 km südöstlich des Zentrums von Skellefteå und gut 100 km Luftlinie nordnordöstlich der Provinzhauptstadt Umeå am linken Ufer des Flusses Skellefte älv, knapp 10 km oberhalb seiner Mündung in die Bottenwiek der Ostsee. Am rechten Flussufer gegenüber Bergsbyn liegt der kleinere Tätort Södra Bergsbyn och Stackgrönn.
Nördlich wird Bergsvik von der Provinzstraße (Länsväg) 372 umgangen, die von der Europastraße 4 in Skellefteå nach Skelleftehamn an der Ostseeküste führt. Beim Ort überquert eine Straßenbrücke den Skellefte älv. Am Flussufer verläuft die Bahnstrecke Bastuträsk–Skelleftehamn, auf der es seit 1990 keinen Personenverkehr mehr gibt; der frühere Haltepunkt Bergsbyn wurde aufgegeben.

## Geschichte
Bergsvik entwickelte sich im 20. Jahrhundert vorwiegend als naher Wohnvorort der Wirtschaftszentren Skellefteå und Skelleftehamn.
Administrativ gehörte es ab Gründung der Stadtgemeinde Skellefteå stad zu dieser. 1952 wurde ein kleinerer Teil des Ortes der Munizipalität (municipalsamhälle) Skelleftestrand innerhalb der Landgemeinde (landskommun) Skellefteå zugeschlagen, die als Ganzes zusammen mit weiteren umliegenden Landgemeinden bereits 1967 wieder in der Stadtgemeinde Skellefteå aufging. Aus dieser entstand 1971 die heutige Gemeinde.
Bis 2010 besaß Bergsbyn den Status eines eigenständigen Tätort mit zuletzt 1780 Einwohnern, bevor er im Tätort Skellefteå aufging.

## Sport
In Bergsbyn ist der 1985 gegründete Fußball- und Eishockeyverein Bergsbyns SK ansässig.
Die Ortschaft ist eines der schwedischen Zentren für Discgolf; dort hat der Verein Skellefteå Discgolf sein Areal, auf dem schon internationale Wettkämpfe wie die Scandinavian Open 2015 stattfanden.